# Avillers (Meurthe-et-Moselle)
Pour les articles homonymes, voir Avillers.
Avillers est une commune française située dans le département de Meurthe-et-Moselle en région Grand Est.

## Géographie
| Spincourt (Meuse) | Spincourt (Meuse) |         |
| Spincourt (Meuse) | Avillers          | Domprix |
|                   | Bouligny (Meuse)  |         |

### Hydrographie

#### Réseau hydrographique
La commune est dans le bassin versant de la Meuse au sein du bassin Rhin-Meuse. Elle est drainée par le ruisseau du Dehoury et le ruisseau du Moulin,.

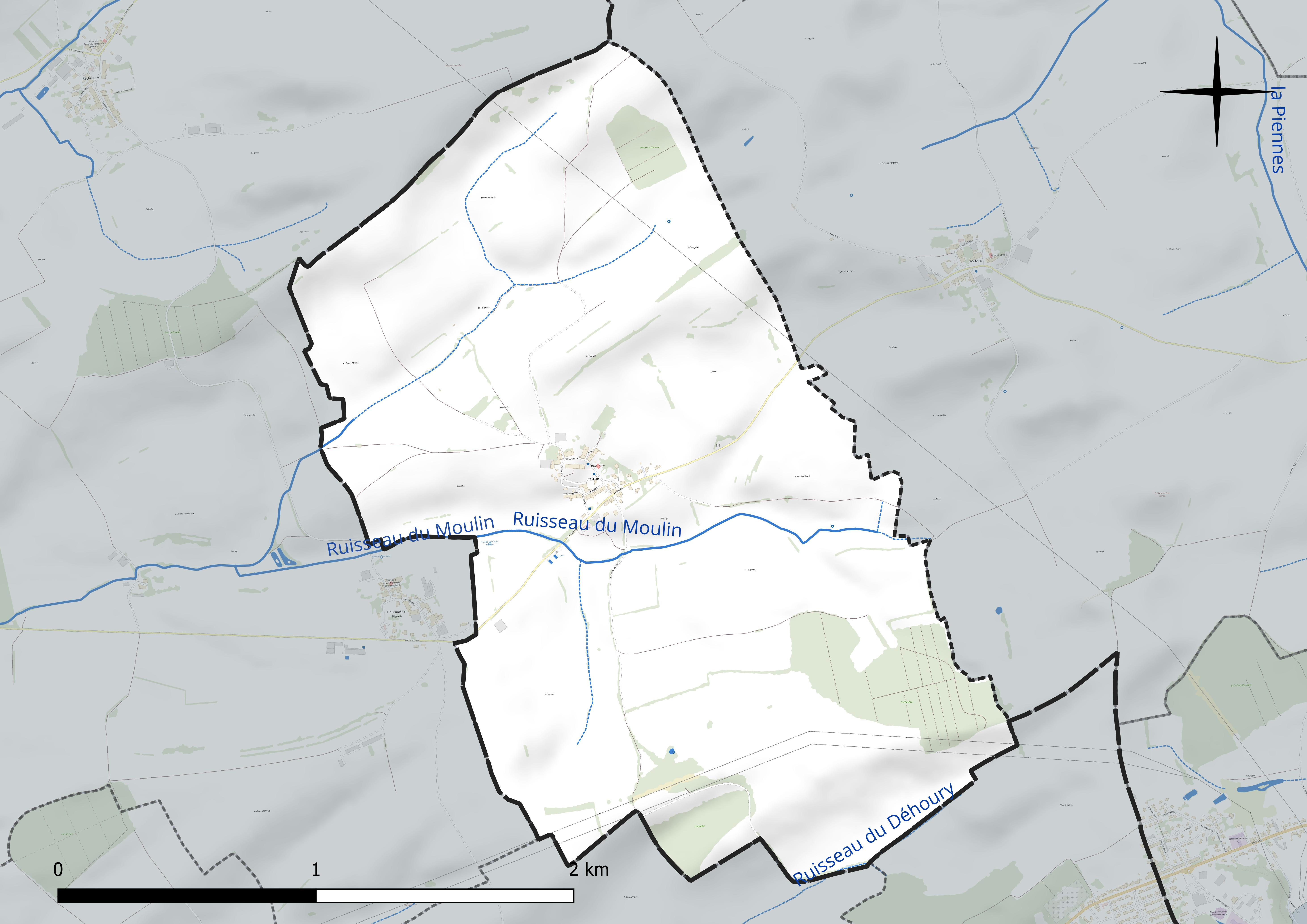
Réseau hydrographique d'Avillers.

#### Gestion et qualité des eaux
Le territoire communal est couvert par le schéma d'aménagement et de gestion des eaux (SAGE) « Bassin ferrifère ». Ce document de planification concerne le périmètre des anciennes galeries des mines de fer, des aquifères et des bassins versants hydrographiques associés qui s’étend sur 2 418 km2. Les bassins versants concernés sont celui de la Chiers en amont de la confluence avec l'Othain, et ses affluents (la Crusnes, la Pienne, l'Othain), celui de l'Orne et ses affluents et celui de la Fensch, le Veymerange, la Kiesel et les parties françaises du bassin versant de l'Alzette et de ses affluents (Kaylbach, ruisseau de Volmerange). Il a été approuvé le 27 mars 2015. La structure porteuse de l'élaboration et de la mise en œuvre est la région Grand Est.
La qualité des cours d’eau peut être consultée sur un site dédié géré par les agences de l’eau et l’Agence française pour la biodiversité.

### Climat
Pour des articles plus généraux, voir Climat du Grand Est et Climat de Meurthe-et-Moselle.
En 2010, le climat de la commune est de type climat de montagne, selon une étude du Centre national de la recherche scientifique s'appuyant sur une série de données couvrant la période 1971-2000. En 2020, Météo-France publie une typologie des climats de la France métropolitaine dans laquelle la commune est exposée à un climat semi-continental et est dans la région climatique Lorraine, plateau de Langres, Morvan, caractérisée par un hiver rude (1,5 °C), des vents modérés et des brouillards fréquents en automne et hiver.
Pour la période 1971-2000, la température annuelle moyenne est de 9,4 °C, avec une amplitude thermique annuelle de 16,3 °C. Le cumul annuel moyen de précipitations est de 890 mm, avec 13,2 jours de précipitations en janvier et 9,5 jours en juillet. Pour la période 1991-2020, la température moyenne annuelle observée sur la station météorologique de Météo-France la plus proche, « Rouvres-en-woevre », sur la commune de Rouvres-en-Woëvre à 12 km à vol d'oiseau, est de 10,8 °C et le cumul annuel moyen de précipitations est de 668,3 mm. 
La température maximale relevée sur cette station est de 40,2 °C, atteinte le 24 juillet 2019 ; la température minimale est de −15,4 °C, atteinte le 7 février 2012,,.
Les paramètres climatiques de la commune ont été estimés pour le milieu du siècle (2041-2070) selon différents scénarios d'émission de gaz à effet de serre à partir des nouvelles projections climatiques de référence DRIAS-2020. Ils sont consultables sur un site dédié publié par Météo-France en novembre 2022.

## Urbanisme

### Typologie
Au 1er janvier 2024, Avillers est catégorisée commune rurale à habitat dispersé, selon la nouvelle grille communale de densité à sept niveaux définie par l'Insee en 2022.
Elle est située hors unité urbaine et hors attraction des villes,.

### Occupation des sols
L'occupation des sols de la commune, telle qu'elle ressort de la base de données européenne d’occupation biophysique des sols Corine Land Cover (CLC), est marquée par l'importance des territoires agricoles (95,2 % en 2018), une proportion identique à celle de 1990 (95,2 %). La répartition détaillée en 2018 est la suivante : terres arables (53,7 %), prairies (41,5 %), forêts (4,8 %). L'évolution de l’occupation des sols de la commune et de ses infrastructures peut être observée sur les différentes représentations cartographiques du territoire : la carte de Cassini (XVIIIe siècle), la carte d'état-major (1820-1866) et les cartes ou photos aériennes de l'IGN pour la période actuelle (1950 à aujourd'hui).

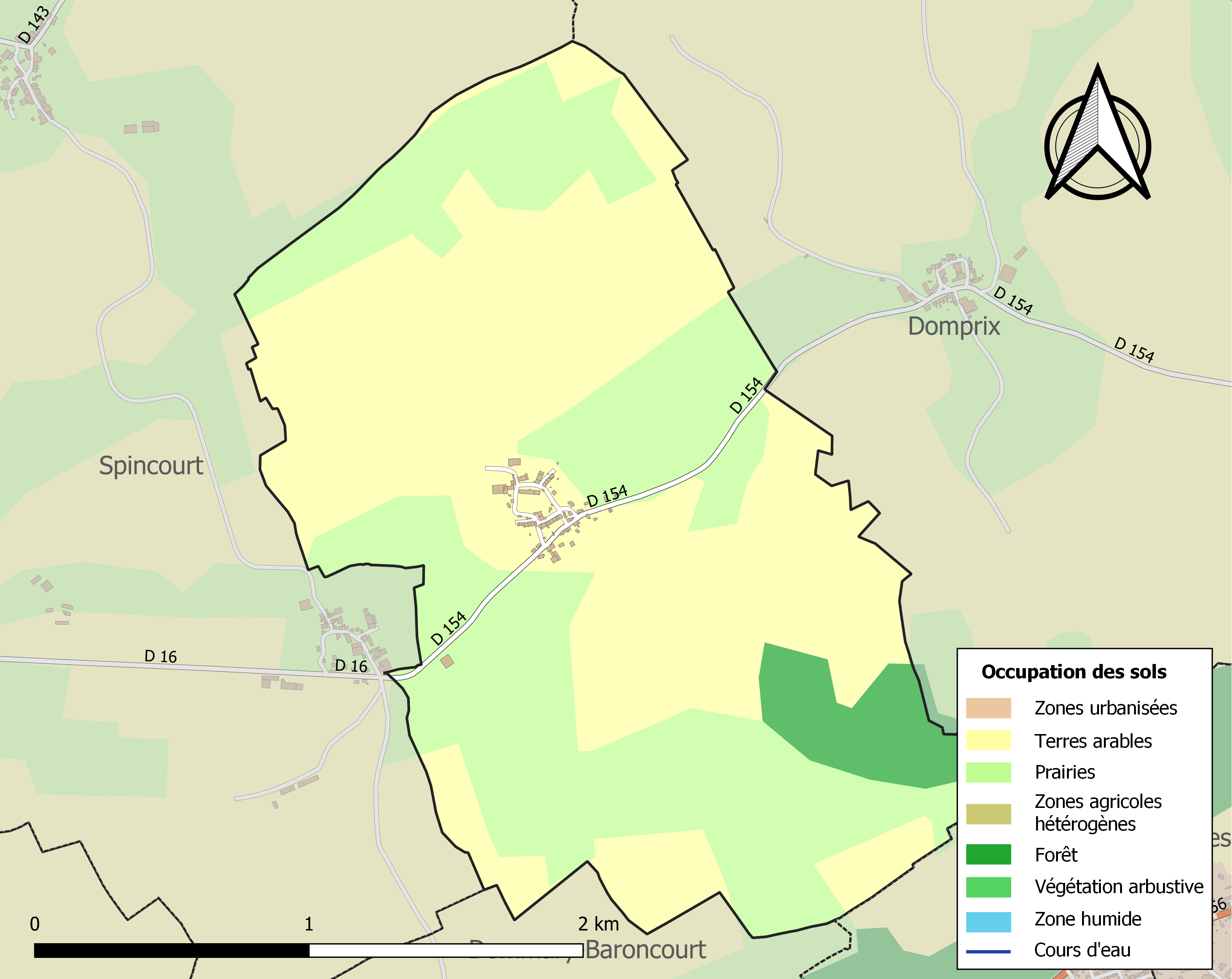
Carte des infrastructures et de l'occupation des sols de la commune en 2018 (CLC).

## Toponymie
Le nom de la localité est attesté sous les formes Villare (952) ; Aswilre (1115) ; Auvilers (1282) ; Anviller (1287) ; Auviller (1294) ; Aveller (1335) ; Avilley (1390) ; Aviller (1405) ; Havillers (1455) ; Le chastel et forteresse d’Auvilers (1471) ; Auviller, Anviller (1756) ; Aviller en Woivre (1779) ; Villars en Woëvre.

Auvlé en lorrain.
Du bas latin villare « domaine rural ».

## Histoire
En 1285, Jacques Bretel, en revenant de Salm-en-Alsace, s'arrête au château d'Avillers pour une nuit. Il remerciera ses hôtes de leur accueil en mettant en scène Jeanne d'Avillers qui chante au côté de Renaud de Trie, lors des festivités du Tournoi de Chauvency.

## Politique et administration
| Période                                  | Période  | Identité          | Étiquette | Qualité                  |
| ---------------------------------------- | -------- | ----------------- | --------- | ------------------------ |
| Les données manquantes sont à compléter. |          |                   |           |                          |
| mars 2001                                | 2014     | François Perrier  |           |                          |
| mars 2014                                | mai 2020 | Chantal Capellini |           | Agricultrice exploitante |
| mai 2020                                 | En cours | Gérard Thiriat,   |           | Ancien cadre             |

## Démographie
Les habitants sont nommés les Avillersois.
L'évolution du nombre d'habitants est connue à travers les recensements de la population effectués dans la commune depuis 1793. Pour les communes de moins de 10 000 habitants, une enquête de recensement portant sur toute la population est réalisée tous les cinq ans, les populations de référence des années intermédiaires étant quant à elles estimées par interpolation ou extrapolation. Pour la commune, le premier recensement exhaustif entrant dans le cadre du nouveau dispositif a été réalisé en 2005.

En 2022, la commune comptait 137 habitants, en évolution de +13,22 % par rapport à 2016 (Meurthe-et-Moselle : −0,13 %, France hors Mayotte : +2,11 %).
| 1793 | 1806 | 1821 | 1836 | 1841 | 1861 | 1866 | 1872 | 1876 |
| ---- | ---- | ---- | ---- | ---- | ---- | ---- | ---- | ---- |
| 215  | 219  | 218  | 236  | 228  | 223  | 190  | 178  | 177  |

| 1881 | 1886 | 1891 | 1896 | 1901 | 1906 | 1911 | 1921 | 1926 |
| ---- | ---- | ---- | ---- | ---- | ---- | ---- | ---- | ---- |
| 166  | 180  | 185  | 150  | 125  | 138  | 140  | 110  | 130  |

| 1931 | 1936 | 1946 | 1954 | 1962 | 1968 | 1975 | 1982 | 1990 |
| ---- | ---- | ---- | ---- | ---- | ---- | ---- | ---- | ---- |
| 112  | 123  | 123  | 132  | 125  | 96   | 74   | 74   | 58   |

| 1999 | 2005 | 2006 | 2010 | 2015 | 2020 | 2022 | - | - |
| ---- | ---- | ---- | ---- | ---- | ---- | ---- | - | - |
| 79   | 80   | 81   | 94   | 120  | 134  | 137  | - | - |

## Culture locale et patrimoine

### Lieux et monuments
- Château fort, attesté au milieu du XIIIe siècle. Sur une butte au centre du village, ferme construite à l'emplacement d'un ancien château fort, sur lequel on n'a trouvé aucun renseignement. Des vestiges de murs encore importants sont toujours visibles dans les élévations de la ferme, ainsi que des traces de fossé au nord, à l'est et au sud.
- Ancien ossuaire début XVIe siècle, édifice objet d'une inscription au titre des monuments historiques depuis 1987[24].
- Église paroissiale Saint-Laurent, construite début 3e quart XVIe siècle (en 1840, on a trouvé dans le massif du maître-autel un parchemin indiquant que l'église avait été bâtie en 1560). Restaurée en 1726 (date portée par la porte de la nef). Chœur transformé en 1840 (date portée par la baie nord), par la suppression de la voûte d'ogives. Ossuaire du XVIe siècle, adossé au pan nord du chœur. Oculus d'une ancienne armoire eucharistique sur le pan sud-est du chœur.

### Héraldique
| Blason de Avillers | Blason  | De sable à la croix d'or,cantonnée en chef dextre d'une fleur de lys du même. |
| Blason de Avillers | Détails | Le statut officiel du blason reste à déterminer.                              |